# Prosinec 2011
2. prosince – pátek
- Předsedové pražských organizací ČSSD a ODS Petr Hulinský a Boris Šťastný rezignovali v návaznosti na nově uzavřenou koalici ODS a TOP09 v Praze.[1]

3. prosince – sobota
- Slovenská vláda se dohodla s lékařskými odbory na ukončení protestu lékařů a na jejich návratu do nemocnic. Dohoda podepsaná premiérkou Ivetou Radičovou zvyšuje platy doktorů o menší sumu, než lékaři původně požadovali, ale odbory dosáhly zrušení transformace nemocnic na akciové společnosti, dodržování zákoníku práce a zreálnění plateb ze strany zdravotních pojišťoven.[2]

4. prosince – neděle
- V Rusku byly zahájeny volby do dolní komory parlamentu, Státní dumy. Očekává se, že většinu ze 450 poslaneckých míst získá vládní strana Jednotné Rusko, kterou vedou prezident Dmitrij Medveděv a premiér Vladimir Putin.[3]
- Ve věku 57 let zemřel bývalý kapitán brazilské fotbalové reprezentace Sócrates.[4]
- Ve slovinských předčasných volbách do Státního shromáždění zvítězila kandidátka lublaňského župana Zorana Jankoviće Pozitivna Slovenija, na druhém místě skončila pravicová Slovinská demokratická strana Janeze Janši, doposud vládnoucí Sociální demokraté Boruta Pahora skončili na třetím místě.[5]
- V chorvatských předčasných volbách do Saboru zvítězila společná kandidátka středolevých stran, jež získala 81 mandátů, na druhém místě se 47 mandáty skončila doposud vládnoucí pravicová HDZ Jadranky Kosor. Českou a slovenskou menšinu bude zastupovat Vladimir Bilek.[6][7]

6. prosince – úterý
- Ve volbách do dolní komory ruského parlamentu, Státní dumy, ztratila vládní strana Jednotné Rusko, kterou vedou prezident Dmitrij Medveděv a premiér Vladimir Putin, 77 křesel, ale uhájila absolutní většinu – 238 křesel z celkových 450. V Moskvě poté již v noci protestovaly tisíce lidí proti výsledkům voleb a mnozí pozorovatelé zpochybňují i jejich regulérnost.[8]

7. prosince – středa
- Na oficiální dvoudenní návštěvu České republiky přicestoval ruský prezident Dmitrij Medveděv. Tématem jednání bude především ekonomická spolupráce obou zemí včetně dostavby temelínské jaderné elektrárny.[9]
- Ve věku 96 let zemřel americký herec Harry Morgan.[10]

9. prosince – pátek
- Na bruselském summitu Evropské unie, zabývajícím se dluhovou krizí, se státy eurozóny dohodly na přísnějších rozpočtových pravidlech a na poskytnutí půjčky Mezinárodnímu měnovému fondu. Státy mimo eurozónu hodlají připojení k dohodě zvážit, Spojené království se postavilo proti.[11]
- Chorvatsko podepsalo smlouvu o přistoupení k Evropské unii a 1. července 2013 by se mělo stát jejím členem, pokud bude dohoda ratifikována členskými státy a schválena v místním referendu.[12]

10. prosince – sobota
- V Rusku proběhly v souvislosti s volbami do Státní Dumy největší demonstrace od 90. let.[13]
- Na pozvání bývalého prezidenta Václava Havla přiletěl do Prahy na třídenní návštěvu tibetský duchovní vůdce dalajláma.[14]
- Důvěru poslanců získala nová belgická vláda, sestavená po rekordním 18měsíčním bezvládí v zemi. Zástupce ve vládě má šest stran, vlámští a valonští socialisté, křesťanští demokraté a liberálové. Prvním frankofonním předsedou vlády po čtyřiceti letech se stal Elio di Rupo.[15]

11. prosince – neděle
- V průběhu Klimatické konference OSN v jihoafrickém Durbanu došlo k průlomu v jednání, když se delegáti z více než 190 zemí dohodli, že začnou pracovat na nové smlouvě o kontrole emisí skleníkových plynů. Zároveň byla prodloužena platnost Kjótského protokolu do roku 2015.[16]

13. prosince – úterý
- Na konferenci ve švýcarské Ženevě uvedli fyzikové z Evropské organizace pro jaderný výzkum (CERN), že se jim zřejmě podařilo detekovat dlouho hledanou a teoreticky předpovězenou elementární částici hmoty – Higgsův boson. Uvedená částice má způsobovat, že vše ve Vesmíru má hmotnost.[17]

14. prosince – středa
- Poslanecká sněmovna Parlamentu České republiky schválila zákon o státním rozpočtu na rok 2012. Deficit by měl činit 105 miliard korun při příjmech ve výši 1,085 biliónu a výdajích 1,190 biliónu korun. Pro zákon hlasovalo 104 poslanců, 79 jich bylo proti.[18]

15. prosince – čtvrtek
- Při slavnostním ceremoniálu na americké vojenské základně Sather u Bagdádu byla válka v Iráku prohlášena za ukončenou. Konflikt začal v březnu 2003, v Iráku se vystřídalo skoro půldruhého miliónu amerických vojáků, z nichž 4 500 padlo a přes 30 000 bylo zraněno. Na irácké straně padlo podle střízlivých údajů 100 000 lidí.[19]
- Zemřel Christopher Hitchens, anglický spisovatel, novinář a ateistický aktivista.[20]

16. prosince – pátek
- Japonský premiér Jošihiko Noda oznámil, že fukušimská jaderná elektrárna je nyní po tragickém zemětřesení z 11. března letošního roku stabilizována a už z ní dále neuniká větší množství radiace. I kdyby se stalo něco neočekávaného, situace je nyní taková, že úroveň radiace v areálu elektrárny může být udržována na nízké hladině.[21]
- Rusko předložilo v Radě bezpečnosti OSN návrh rezoluce o situaci v Sýrii, který volá po zastavení násilností a syrskou vládu vyzývá k respektování svobody slova a shromažďování.[22]
- Jedovatá domácí pálenka obsahující vysoce nebezpečný metanol připravila na východě Indie o život již 170 lidí a dalších 145 lidí muselo být ve vážném stavu hospitalizováno.[23]

17. prosince – sobota
- Zemřel severokorejský diktátor Kim Čong-il.[24]
- Kazachstánský prezident Nursultan Nazarbajev vyhlásil v sobotu na jihozápadě země mimořádný stav, který platí až do 5. ledna. Protesty v těžařské oblasti jihozápadního Kazachstánu se rozšířily z Džanaödzenu, kde v pátek zemřelo 11 lidí, do dalších míst. Protesty vyprovokovali někdejší zaměstnanci státní petrochemické firmy KazMunaiGas, které společnost v létě propustila kvůli stávkování.[25]
- Na následky mohutných přívalových záplav, které vyvolala tropická bouře Washi, přišlo doposud o život na jihu Filipín nejméně 436 lidí a další desítky lidí jsou pohřešovány.[26]

18. prosince – neděle
- Po téměř devíti letech opustili američtí vojáci Irák.[27]
- Ve věku 75 let zemřel bývalý československý a český prezident Václav Havel.[28]
- Fotbalové mistrovství světa klubů vyhrála španělská Barcelona, když ve finále porazila brazilský Santos 4:0. Díky vítězství z roku 2009 se stala prvním týmem, který mistrovství vyhrál podruhé.[29]
- U ostrova Sachalin se potopila ropná plošina. Nehoda si zatím vyžádala 16 obětí.[30][nedostupný zdroj]

19. prosince – pondělí
- Sýrie podepsala dohodu s Ligou arabských států o vstupu zahraničních pozorovatelů do země. Jde o součást plánu ligy na ukončení deseti měsíců krvavých nepokojů v zemi.[31]

20. prosince – úterý
- Ve věku 44 let zemřela česká spisovatelka Hana Andronikova.[32][nedostupný zdroj]
- Ve věku 79 let zemřel český operní pěvec Václav Zítek.[33][nedostupný zdroj]
- Do funkce ministryně kultury byla jmenována Alena Hanáková.[34][nedostupný zdroj]
- Členské státy Organizace Smlouvy o kolektivní bezpečnosti se na summitu v Moskvě dohodly, že napříště bude možné vytvářet vojenské základny nečlenských států v prostoru zemí organizace pouze se souhlasem všech členských zemí.[35][nedostupný zdroj]
- Rusko vyzvalo NATO, aby vyšetřila úmrtí civilistů, kteří zemřeli v souvislosti s aliančním bombardováním v Libyi.[36]
- Ve městě Chaj-mej na jihu Číny došlo k demonstraci proti místní elektrárně spalující hnědé uhlí. Proti demonstrantům zasáhla policie a za použití slzného plynu je rozehnala.[37][nedostupný zdroj]

21. prosince – středa
- Tenistka Petra Kvitová se stala vítězkou ankety Sportovec roku.[38]

22. prosince – čtvrtek
- V Belgii proběhla celodenní stávka zaměstnanců veřejného sektoru na protest proti vládnímu návrhu reformy důchodového systému, která zasáhla především dopravu.[39]
- Francouzští poslanci schválili zákon, podle kterého je trestné popírání genocidy. Úprava se tak týká i vyvražďování Arménů Turky během let 1915 a 1918. Turecký premiér Recep Tayyip Erdoğan prohlásil, že zákon způsobí velmi vážné a nenapravitelné rány ve vzájemných vztazích.[40]

23. prosince – pátek
- Státním pohřbem v chrámu sv. Víta se Češi rozloučili se zesnulým prezidentem Václavem Havlem.

26. prosinec – úterý
- Po vítězství ve druhém kole přímé volby se stal novým prezidentem mezinárodně neuznaného Podněstří Jevgenij Ševčuk. Dosavadní prezident Igor Smirnov nepostoupil z prvního kola.[41]

30. prosinec – pátek
- Ostrovy Samoa a Tokelau se přesunuly ze západu na východ Mezinárodní datové hranice, aby sladily svá časová pásma se svými hlavními obchodními partnery. Po 29. prosinci 2011 tak na těchto ostrovech následoval 31. prosinec 2011.[42]